# Seznam nosilcev spominskega znaka Cerklje
Seznam nosilcev spominskega znaka Cerklje.

## Seznam
(datum podelitve - ime)
- neznano - Anton Ban - Jože Belinc - Vinko Čančer - Alfonz Komatar - Milan Lužar - Stanislav Maček - Alojz Malus - Alojz Martinčič - Ivan Selič - Ivan Štraus - Branko Zorič